# Hend Zaza
Hend Abdul Rauf Zaza (arabisch هند ظاظا, DMG Hind Ẓāẓā; * 1. Januar 2009 in Hama) ist eine syrische Tischtennisspielerin. Sie qualifizierte sich über das westasiatische Olympia-Qualifikationsturnier, das 2020 in Jordanien stattfand, für die Olympischen Sommerspiele 2021 in Tokio. Mit 12 Jahren war sie die jüngste Teilnehmerin im olympischen Tischtennis und die fünftjüngste Teilnehmerin bei den Olympischen Spielen der Neuzeit. Während der Eröffnungsfeier war sie, gemeinsam mit dem Reiter Ahmad Hamcho, die Fahnenträgerin ihrer Nation.

## Karriere
Hend Zaza begann 2014 im Alter von fünf Jahren in ihrer Heimatstadt unter Anleitung ihres Trainers Adham Aljamaan mit dem Tischtennissport. 2016 nahm sie mit ihrem älteren Bruder, der ebenfalls aktiv Tischtennis spielt, an einer "Hopes Week and Challenge"-Veranstaltung der International Table Tennis Federation (ITTF) in Katar teil, wo ihr großes Potenzial entdeckt wurde. Sie spielt für den Al-Muhafaza Tischtennis Club in Damaskus und sicherte sich bereits zahlreiche nationale Titel in allen Wettbewerben. Heute trainiert Zaza an sechs Tagen in der Woche für jeweils drei Stunden. Im Finale des westasiatischen Olympia-Qualifikationsturniers in Amman schlug sie Mariana Sahakian und konnte so an den Olympischen Spielen 2021 teilnehmen. Dort unterlag sie in der Vorrunde am 24. Juli 2021 Liu Jia in vier Sätzen. Zaza ist die erste Syrerin, die über die Qualifikation an den Olympischen Spielen im Tischtennis teilnimmt, obwohl einige Quellen fälschlicherweise berichten, dass sie die erste Syrerin ist, die im Tischtennis bei den Olympischen Spielen antritt. Ihre Landsfrau Heba Allejji nahm an den Olympischen Sommerspielen 2016 teil, nachdem sie von der Tripartite Commission eingeladen wurde.

„I will not stop playing. Table tennis is my whole life. I spend all my time playing it, other than table tennis I study. I’m working towards the future, to be the world champion and an Olympic champion, and to be a pharmacist or lawyer with my studies.“